# 青年の島
青年の島（せいねんのしま、スペイン語: Isla de la Juventud、フベントゥド島）は、キューバに属する島。島の面積は3,056km²で、キューバ本島を除いては最も大きい島である。西インド諸島の中でも6番目に大きい。1978年に改称されるまでは、ピノス島と呼ばれていた。
キューバ本島西部南岸のバタバノ湾から南西100km、ハバナやピナール・デル・リオ州からほぼ真南にある。島単独かつ全体が特別自治区とされ、中央政府により直接統治されており、その広さ・人口・経済的な性格はキューバの他の州と異なる。
350もの島と珊瑚礁からなるカナレオス諸島の中で最も大きいこの島には、10万人近い住民がいる。最大の町は島の北部にあるヌエバ・ヘローナで、自治体の州都でもある。2番目に大きく最も古い町は、島の内陸部にあるサンタ・フェである。その他の集落としては、コロンビア、マッキンレイ、サンタ・バルバラ、クチージャ・アルタ、プンタ・デル・エステ、シエラ・デ・カパージョス、シエラ・デ・カサがある。

## 歴史
プンタ・デル・エステの海岸の近くの幾つかの洞窟には、原住民の手によると見られる235点あまりの洞窟絵画が残されているものの、クリストーバル・コロンがやってくる以前のこの島の歴史についてはほとんど知られていない。ヨーロッパでは、彼による1494年の第3回の新大陸への航海によって、初めて知られるようになった。コロンはこの島をLa Evangelistaと呼び、スペイン領と宣言した。以来、島は時代によって、 Isla de Cotorras（オウム島）と呼ばれたり、Isla de Tesoros（宝島）と呼ばれたりしてきた。
この海域やその周辺で活躍した海賊たちは、英語の文献の中にその記録が残っている。ロバート・ルイス・スティーヴンソンの『宝島』、ジェームス・マシュー・バリーの『ピーターパン』は、その題材をこの島やその住民、また海賊たちについて語られてきたことの一部から採っている。たとえば、海賊や先住民たちがしばしば使っていた丸木舟やこの島にいる大きなアメリカワニなどはそうである。
米西戦争でアメリカ合衆国が勝利を収めてから、1898年のパリ条約の締結により、スペインはキューバに対する領有権を放棄した。青年の島は、キューバの領土を定めた覚書からその名が脱落していたため、アメリカ合衆国と新に独立したキューバとの間で、領土問題での係争案件となった。1907年アメリカ合衆国の最高裁判所が、青年の島は合衆国に属するものではないとの裁定を下したため、合衆国政府は、それ以上の争いを断念し、1925年アメリカ合衆国政府とキューバとの間での覚書を取り交わし、この島の領有権はキューバ政府のものとなった。

## 地理と産業

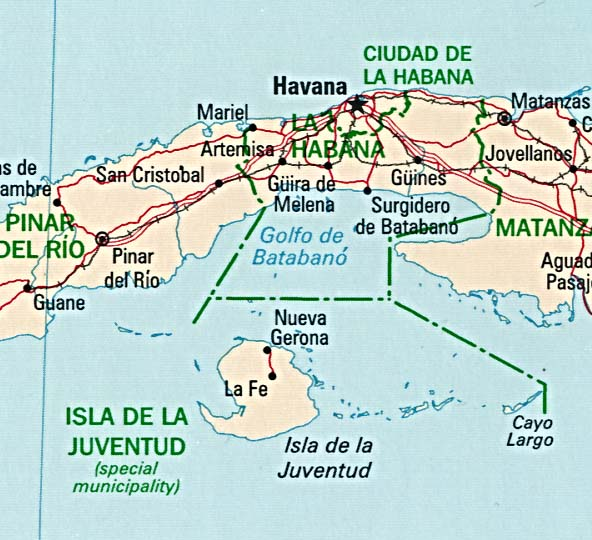
地図

島の大半はマツの森で覆われている。これは島の主要産業である材木業の貴重な資源となっている。北部は低い岩盤の尾根になっており、そこには大理石の採石場がある。対して、南部はやや小高いフラットな土地が続き、カルスト地形の平野やシエナガ・デ・ラニエル国立公園に指定されている湿地もある。基幹産業は、農業と漁業で、レモンと野菜の栽培が盛んに行われる。火山活動のおかげで、黒土の海岸が連なっている。
島は温暖な気候に恵まれているが、しばしばハリケーンに襲われる。キューバ政府が1960年代初めにあらゆる外国人の所有する財産を国有化するまでは、ほとんどの土地はアメリカ人の所有に帰していた。
南部のシエナガ・デ・ラニエル国立公園一帯には半落葉性の樹林、礁湖、海洋性の草原、マングローブ、泥炭地などがあり、アオウミガメ、アカウミガメ、アメリカワニなどの絶滅危惧種が生息している。2002年にラムサール条約登録地となった。

## 輸送
この島への主な交通手段は、ボートか飛行機に限られる。水中翼船か水中翼の双胴船だと、本島から2～3時間の小旅行になる。貨物フェリーであれば、もっとのんびりとした旅になり、6時間程度を要する。ただ、これは運賃はかなり安い。

## 刑務所

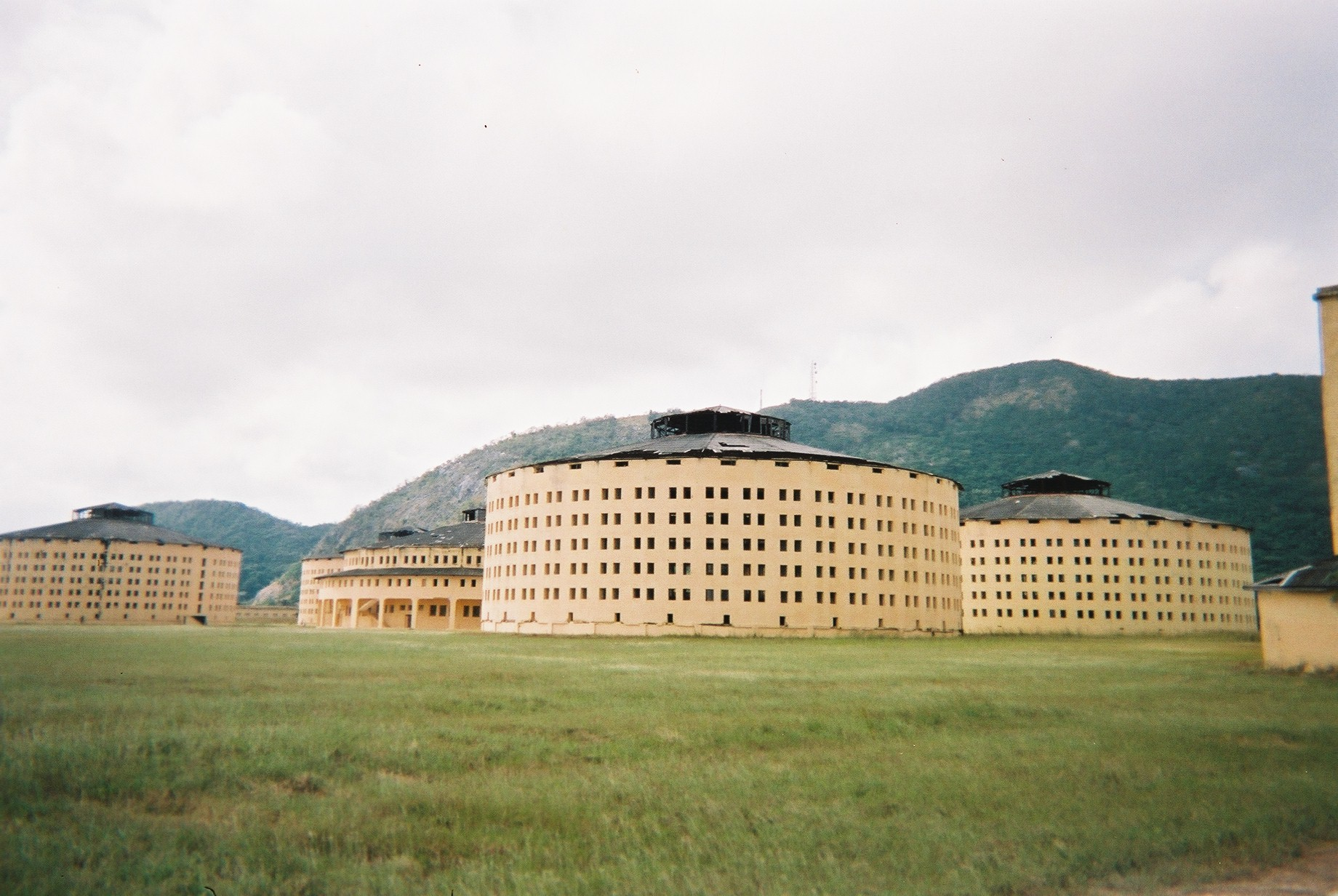
プレシディオ・モデーロ刑務所、2005.12月撮影

この島のプレシディオ・モデーロ刑務所は、かつて典型的なパノプティコン型の刑務所として知られていた。プレシディオ・モデーロ刑務所は現在では閉鎖されており、記念館として公開されている。閉鎖した刑務所の代わりに、より近代的な複数の刑務所が建てられている。以下のものがそれである。
- Prison El Guayabo（最重警備施設）
- Center for Reeducation of Minors（更生施設）
- Correctional Los Colonos（更生施設）
- Paquito Rosales Cueto (1 y 11)（更生施設）
- Prison la 60 (Columbia)（更生施設）

1953年から1955年までキューバ革命の指導者フィデル・カストロは、東方州のモンカダ兵営を攻撃した疑いでフルヘンシオ・バティスタ政権により収監されていた。のちにカストロは、ウベール・マトスに代表されるような、自分たちに抵抗する反革命勢力の指導者達、及びかつては革命軍を支持した政府軍の将軍だったものの、のちに革命政府と軋轢を起こすようになった人々を今度はここに収監した。刑務所内での虐待、拷問が問題になっている。